# Acanthogonatus birabeni
Acanthogonatus birabeni là một loài nhện trong họ Nemesiidae.
Acanthogonatus birabeni được miêu tả năm 1995 bởi Goloboff.